# Гетерономная этика
Гетероно́мная э́тика (от др.-греч. ἕτερος — другой и νόμος — закон и «этика») — система нормативной этики, основанная не на собственных нравственных принципах, а на началах, взятых из другой сферы общественной жизни.
Понятие гетерономной этики связано с этикой Иммануила Канта, который, в противовес французским материалистам, видевшим основу нравственности в естественных побуждениях «человеческой природы» — интересе, склонности и т. п., выдвинул идею нравственной автономии, основывающуюся на самоочевидном нравственном законе, который выражается в категорическом императиве и не зависит от каких-либо природных и социальных законов и обстоятельств. Противоположность автономии составляет моральная гетерономия.

### Первоисточники
- - Кант И. Критика практического разума.
  - Кант И. Метафизика нравов.
  - Кант И. Основы метафизики нравственности.

### Исследования
- - Гайденко П. П. Нравственная природа человека в европейской традиции XIX—XX вв. // Этическая мысль: Ежегодник. — М.: ИФ РАН, 2000.
  - Вундт В. Гетерономные моральные системы // Вундт В. Введение в Философию.